# 裸吻副棘鮃
裸吻副棘鮃為輻鰭魚綱鰈形目鰈亞目牙鮃科的其中一種，為熱帶海水魚，分布於西大西洋區，從加拿大至蓋亞那海域，棲息深度35-201公尺，體長可達7.5公分，棲息在底層水域，生活習性不明。

## 扩展阅读
維基物種上的相關：裸吻副棘鮃